# Língua tami
Tami é uma língua Malaio-Polinésia faladas nas ilhas de Tami e em algumas vilas na ponta da Península de Huon na Província Morobe da Papua-Nova Guiné. Não está estreitamente relacionada com as outras línguas do Golfo de Huon, mas, com outras do norte da Nova Guiné na Província de Morobe, a sua ordem básica de palavras é SVO.

## Fonologia
Tami distingue cinco vogais (i, e, a, o, u) e as seguintes consoantes (Colich 1995). Os obstruentes falados não ocorrem na posição final da sílaba, enquanto a oclusiva glotal ocorre apenas no final de uma sílaba.
| Bilabial       | Labiovelar | Dental | Alveopalatal | Velar  | Glotal |        |
| -------------- | ---------- | ------ | ------------ | ------ | ------ | ------ |
| Tênue          | p          | pw     | t            |        | k      | -c [ʔ] |
| Forte          | b          | bw     | d            | j [d͡ʒ] | g      |        |
| Pré-nasalizada | mb         | mbw    | nd           | nj     | ŋg     |        |
| Nasal Oclusiva | m          | mw     | n            |        | ŋ      |        |
| Fricativa      | v [β]      |        | s            |        |        |        |
| Líquida        |            |        | l            |        |        |        |
| Aproximante    | w          |        |              | y      |        |        |

## Numerais
A tradicional forma Tami de contagem parte dos dedos das mãos, em seguida, continuanos pés para chegar a '20', que se traduz como 'pessoa inteira'. Os números mais altos são múltiplos de "pessoa inteira". Hoje em dia, a maioria da contagem acima de '5' é feita em Tok Pisin. Uma forma alternativa do numeral 'um',  dan,  funciona como um artigo indefinido. Os números distributivos são formados através por reduplicação:  lualu  '2 por 2',  tolatol  '3 por 3', e assim por diante (Bamler 1900: 204).
| Número | Termo       | Significado     |
| ------ | ----------- | --------------- |
| 1      | te          | 'um'            |
| 2      | lu          | 'dois'          |
| 3      | tol         | 'três'          |
| 4      | pat         | 'quatro'        |
| 5      | lim         | 'cinco, mão'    |
| 6      | lim ma te   | 'mão e um'      |
| 7      | lima ma lu  | 'mão e dois'    |
| 8      | lima ma tol | 'mão e três'    |
| 9      | lim ma pat  | 'mão e quatro'  |
| 10     | limantalu   | 'duas mãos'     |
| 20     | damo monte  | 'toda a pessoa' |

## Amostra de texto
Si kip tale lao siwop tomba ka simwa mala kandit ka ma siwop nen tomba ndefl mbufl tale. Ma Sibumtao ne aflgela tan lam waja pa sin. Ma Sibumtao sik ne kawiyawi flaneic lam njo sin.
Português
Nesse momento os vigias de ovelhas estavam fora da aldeia vigiando as ovelhas à noite. E um dos anjos de Deus veio e apareceu-lhes. E Deus fez uma grande luz para brilhar sobre eles.